# Ngày Nhân quyền Quốc tế
Ngày 10 tháng 12 hàng năm được tôn vinh là ‘’‘Ngày Quốc tế Nhân quyền’‘’, là ngày được Liên Hợp Quốc công bố là ngày lễ quốc tế vào năm 1950, nhân kỷ niệm việc thông qua Tuyên ngôn Quốc tế Nhân quyền vào năm 1948. Ngày này được các nước trên thế giới kỷ niệm để thể hiện sự tôn trọng và bảo vệ các quyền con người.

## Lịch sử
Ngày này được chọn là do vào ngày 10 tháng 12 năm 1948 Liên Hợp Quốc công bố Tuyên ngôn Quốc tế Nhân quyền. Vào ngày này bà Eleanor Roosevelt, nguyên Đệ nhất phu nhân Hoa Kỳ, đã đại diện Liên Hợp Quốc tuyên đọc bản Tuyên ngôn Quốc tế nhân quyền lịch sử tại Paris, Pháp. Bản Tuyên ngôn này là nền tảng cho Bộ luật Nhân quyền Quốc tế, bao gồm hai công ước cơ bản về quyền con người cùng được Liên Hợp Quốc thông qua vào năm 1966 là Công ước Quốc tế về các Quyền Dân sự và Chính trị và Công ước Quốc tế về các Quyền Kinh tế, Xã hội và Văn hóa.
Ngày 4 tháng 12 năm 1950, trong phiên họp toàn thể lần thứ 317, Liên Hợp Quốc ban hành Nghị quyết A/RES/423 (V) chính thức công nhận ngày 10 tháng 12 hằng năm là "Ngày Nhân quyền" (Human Rights Day). Trong những năm gần đây, Liên Hợp Quốc còn chọn chủ đề cho ngày Nhân quyền trong mỗi năm.
Các tổ chức nhân quyền như Tổ chức Ân xá Quốc tế xem ngày này hàng năm như một cơ hội để xem xét tình hình nhân quyền trên toàn thế giới và đúc kết tình hình hiện tại.
Nghị viện châu Âu mỗi năm vào ngày này tổ chức lễ trao Giải thưởng Sakharov, các tổ chức Phóng viên Không Biên giới trao Giải thưởng Nhân quyền của họ.
Hàng năm vào ngày 10 tháng 12, cũng là ngày mất của Alfred Nobel, tại Oslo (Na Uy) tổ chức lễ trao giải thưởng Nobel Hòa bình.

## Chủ đề trong các năm
| Năm  | Chủ đề |
| ---- | --- |
| 2020 | Phục hồi tốt hơn - Đứng lên vì Quyền con người (Recover Better - Stand Up for Human Rights)                      |
| 2019 | Nhân quyền của thanh thiếu niên (Youth Standing Up for Human Rights)                                             |
| 2018 | Đứng lên vì quyền con người (Stand Up for Human Rights)                                                          |
| 2017 | Hãy đứng lên vì sự bình đẳng, công bằng và phẩm giá con người (Stand up for equality, justice and human dignity) |
| 2016 | Hãy đứng lên vì quyền con người của ai đó hôm nay (Stand up for someone's rights today)                          |
| 2015 | Quyền con người 365 ngày (Our Rights. Our Freedoms. Always.)                                                     |
| 2014 | Quyền con người của bạn, quyền của tôi, quyền của chúng ta (Human Rights 365)                                    |
| 2013 | 20 năm làm việc cho quyền con người của bạn (20 Years Working for Your Rights)                                   |
| 2012 | Đối thoại bao trùm về nhân quyền (My Voice Counts)                                                               |
| 2011 | Tôn trọng nhân quyền của người khác (Celebrate human rights!)                                                    |
| 2010 | Nói lên quyền con người của bạn (Speak up, Stop Discrimination)                                                  |
| 2009 | Tôn trọng nhân quyền của người khác (Embrace Diversity, End Discrimination)                                      |
| 2008 | Tôn trọng nhân quyền của người khác (Dignity and justice for all of us)                                          |
| 2007 | Tôn trọng nhân quyền của người khác (All human rights for all)                                                   |

## Lịch sử
Ngày này được chọn là do vào ngày 10 tháng 12 năm 1948 Liên Hợp Quốc công bố Tuyên ngôn Quốc tế Nhân quyền. Vào ngày này bà Eleanor Roosevelt, nguyên Đệ nhất phu nhân Hoa Kỳ, đã đại diện Liên Hợp Quốc tuyên đọc bản Tuyên ngôn Quốc tế nhân quyền lịch sử tại Paris, Pháp. Bản Tuyên ngôn này là nền tảng cho Bộ luật Nhân quyền Quốc tế, bao gồm hai công ước cơ bản về quyền con người cùng được Liên Hợp Quốc thông qua vào năm 1966 là Công ước Quốc tế về các Quyền Dân sự và Chính trị và Công ước Quốc tế về các Quyền Kinh tế, Xã hội và Văn hóa.
Ngày 4 tháng 12 năm 1950, trong phiên họp toàn thể lần thứ 317, Liên Hợp Quốc ban hành Nghị quyết A/RES/423 (V) chính thức công nhận ngày 10 tháng 12 hằng năm là "Ngày Nhân quyền" (Human Rights Day). Trong những năm gần đây, Liên Hợp Quốc còn chọn chủ đề cho ngày Nhân quyền trong mỗi năm.
Các tổ chức nhân quyền như Tổ chức Ân xá Quốc tế xem ngày này hàng năm như một cơ hội để xem xét tình hình nhân quyền trên toàn thế giới và đúc kết tình hình hiện tại.
Nghị viện châu Âu mỗi năm vào ngày này tổ chức lễ trao Giải thưởng Sakharov, các tổ chức Phóng viên Không Biên giới trao Giải thưởng Nhân quyền của họ.
Hàng năm vào ngày 10 tháng 12, cũng là ngày mất của Alfred Nobel, tại Oslo (Na Uy) tổ chức lễ trao giải thưởng Nobel Hòa bình.

## Chủ đề trong các năm
| Năm  | Hoạt động |
| ---- | --- |
| 2020 | Chủ đề của năm 2020 là "Phục hồi tốt hơn - Đứng lên vì Quyền con người" (Recover Better - Stand Up for Human Rights) |
| 2019 | Mặt trận Nhân dân về Nhân quyền đã tổ chức một cuộc biểu tình tại Hồng Kông vào Chủ nhật, ngày 8 tháng 12 để đánh dấu Ngày Nhân quyền trước hai ngày. Ban tổ chức ước tính có khoảng 800.000 người tham gia, trong khi cảnh sát ước tính khoảng 183.000 người. Cuộc tuần hành được xem là cuộc tuần hành lớn nhất kể từ cuộc tuần hành vào giữa tháng 8 như một phần của phong trào biểu tình ở Hồng Kông vào năm 2019. Công dân đề đạt năm yêu cầu của họ, bao gồm một quyền độc lập điều tra về các cáo buộc hành vi sai trái của Cảnh sát trong các cuộc biểu tình ở Hồng Kông diễn ra trong thành phố trong 6 tháng qua, và cả quyền phổ thông đầu phiếu. |
| 2018 | Chủ đề của năm 2018 là "đứng lên vì quyền con người" |
| 2017 | Chủ đề của năm 2017 là "Hãy đứng lên vì sự bình đẳng, công bằng và phẩm giá con người" |
| 2016 | Hôm nay hãy đứng lên vì quyền của mỗi người! (Stand up for someone's rights today) |
| 2015 | Quyền của chúng ta, tự do của chúng ta, luôn luôn (Our Rights, Our Freedoms, Always) |
| 2014 | Chủ đề là Nhân quyền 365 (Human rights 365), với ý nghĩa "bao gồm ý tưởng rằng mỗi ngày đều là Ngày Nhân quyền. Tuyên dương đề án cơ bản trong Tuyên ngôn Nhân quyền rằng mỗi người chúng ta, ở khắp mọi nơi, mọi lúc được hưởng đầy đủ các quyền con người, quyền con người ngang bằng nhau cho mỗi chúng ta và gắn kết chúng ta lại với nhau như một cộng đồng toàn cầu với cùng những lý tưởng và giá trị". |
| 2013 | Kỷ niệm hai mươi năm làm việc vì quyền lợi của bạn là chủ đề của lễ kỷ niệm Ngày Nhân quyền 2013. Hai mươi năm trước, việc thành lập vị trí Cao ủy Nhân quyền đã được thiết lập, trao quyền cho một tiếng nói chính thức, độc lập để nói về quyền con người trên toàn thế giới. |
| 2012 | Hòa nhập và quyền tham gia vào cuộc sống công cộng là chủ đề của Ngày Nhân quyền 2012. Trọng tâm trong năm 2012 là tất cả mọi người để làm cho tiếng nói của họ được lắng nghe và được đưa vào việc ra quyết định chính trị."Giọng nói của tôi ″ khẩu hiệu đã được nhìn thấy trong phong trào chiếm đóng trên toàn thế giới để phản đối sự bất bình đẳng về kinh tế, chính trị và xã hội. |
| 2011 | Sau một năm biểu tình ở nhiều quốc gia, từ Tunisia đến Cairo đến phong trào Chiếm đóng, chủ đề năm 2011 đã nhận ra tầm quan trọng của phương tiện truyền thông xã hội và công nghệ trong việc hỗ trợ các nhà bảo vệ nhân quyền theo những cách mới |
| 2010 | Chủ đề được chọn là: "Những người bảo vệ Nhân quyền hành động để chấm dứt nạn kỳ thị" (Human Rights Defenders who act to end discrimination). Mục đích của Liên Hợp Quốc là nhằm kêu gọi cộng đồng nhân loại vinh danh và bênh vực những người tranh đấu chống lại những vi phạm nhân quyền mà điển hình là sự kỳ thị loại bỏ, áp bức, bạo hành đối với những kẻ yếu thế trong xã hội. Văn phòng Cao ủy Nhân quyền Liên Hợp Quốc tổ chức đồng thời hai sự kiện để đánh dấu Ngày Nhân quyền 2010 tại Geneva và New York. Cả hai sự kiện đều tập trung vào chủ đề của năm nay và thảo luận về những người bảo vệ nhân quyền trên khắp thế giới. Cũng vào ngày 10 tháng 12 này, tại thủ đô Oslo, Na Uy, Giải thưởng Nobel Hòa Bình năm nay đã được trao cho Nhà văn Lưu Hiểu Ba, người đang ở trong nhà tù tại Trung Quốc.      |
| 2009 | Ngày 10 tháng 12 năm 2009 được đánh dấu là kỷ niệm 61 năm Tuyên ngôn Nhân quyền. Tom Malinowsky từ Tổ chức Theo dõi Nhân quyền ở tiểu bang Washington của Mỹ nhận xét rằng đã có tiến bộ về quyền con người trong 40 năm qua "" Tôi nghĩ rằng trên thế giới có nhận thức rõ hơn rằng mọi người có quyền cơ bản và những quyền đó được quy định trong cả hai luật pháp trong nước và quốc tế ". |
| 2008 | Kỷ niệm 60 năm công bố bản Tuyên bố Nhân quyền. |
| 2006 | Trong một sự trùng hợp thú vị, cựu độc tài Chile, Augusto Pinochet, được biết đến vì vi phạm nhân quyền trong thời kỳ cai trị độc đoán, đã chết vì một cơn đau tim vào ngày 10 tháng 12 năm 2006, ở tuổi 91. |
| 2004 | - International PEN tuyên bố khởi động một chiến dịch mới để bảo đảm việc phóng thích khỏi nhà tù của "những người bất đồng chính kiến" tại PR Trung Quốc, Maldives và Việt Nam. - Ủy ban Nhân quyền Liên Mỹ, Đại diện đặc biệt của Liên Hợp Quốc về Bảo vệ Nhân quyền và Ủy ban Nhân quyền và Nhân dân của Liên minh Châu Phi đã ban hành một thông cáo chung trong đó họ khen ngợi Liên minh Châu Âu về việc áp dụng một bộ hướng dẫn gần đây để bảo vệ các nhà bảo vệ nhân quyền và kêu gọi các khu vực khác trên thế giới thực hiện các bước tương tự theo hướng đó. - Hiệp hội vì sự tiến bộ của khoa học Hoa Kỳ đã tổ chức một hội thảo tại thành phố New York về tự do học thuật ở Iraq. - Ngày Nhân quyền được Liên minh Nhân đạo và Đạo đức Quốc tế (IHEU) xác nhận là một ngày chính thức của lễ kỷ niệm Nhân văn. |

Tem CHLB Đức kỷ niệm 50 năm bản Tuyên bố Nhân quyền

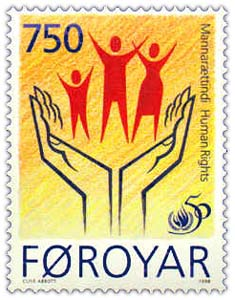
Tem Faroe kỷ niệm 50 năm bản Tuyên bố Nhân quyền

| 1983 | Tổng thống Raúl Alfonsin, người Argentina, đã quyết định nhậm chức vào ngày 10 tháng 12 năm 1983, chấm dứt chế độ độc tài quân sự cai trị đất nước kể từ năm 1976. Cuộc bầu cử vào ngày đó để nhậm chức có liên quan đến vi phạm nhân quyền trong thời kỳ độc tài. Từ đó trở đi, tất cả các lễ nhậm chức tổng thống đã diễn ra vào ngày 10 tháng 12. |
| 1979 | Shih Ming-teh đã tổ chức một chiến dịch nhân quyền tại Cao Hùng, Đài Loan. Điều này dẫn đến sự cố Cao Hùng được đặc trưng bởi ba vòng bắt giữ và thử nghiệm giả đối với các đối thủ chính trị của đảng Kuomintang cầm quyền và nhà tù sau đó của họ. |

## 2015

### Bị hành hung vì nói chuyện về nhân quyền nhân Ngày Nhân quyền Quốc tế
Trong bản thông cáo gửi báo chí ngày 10/12/2015, Tổ chức Phóng Viên Không Biên Giới - RSF Reporters Sans Frontières cho biết luật sư Nguyễn Văn Đài và nhiều nhà hoạt động khác trên đường về Hà Nội đã bị công an thường phục chận xe đánh đập gây thương tích nặng sau buổi nói chuyện về nhân quyền nhân ngày Quốc tế Nhân quyền 10 Tháng 12 tại tư gia của nhà hoạt động Trần Hữu Đức ở huyện Nam Đàn, Hà Tĩnh. Nhóm công an này đã lấy tiền bạc, điện thoại di động của luật sư Đài và bỏ ông xuống đường cách nơi hội thảo 50 km.,
Thông cáo ra ngày 11/12 của Văn phòng Cao ủy LHQ (OHCHR) về Nhân quyền nói vụ tấn công các nhà hoạt động nhân quyền tại Việt Nam đang ở mức báo động và rằng LHQ quan ngại về việc nhà chức trách dường như làm ngơ và không truy tố những kẻ gây ra những vụ hành hung này.

## 2016
Chiến dịch "Hãy đứng dậy" là một lời kêu gọi người dân khắp mọi nơi trên thế giới đứng dậy vì nhân quyền ở khắp mọi nơi - ở nơi làm việc, trên sân thể thao, tại trường học, ngoài đường. Hy vọng nó sẽ khuyến khích, kích động và giới thiệu những gì mỗi người chúng ta có thể làm được để ủng hộ cho những ai đang chịu quấy rối, bị bắt nạt hoặc bị phân biệt đối xử. Hoạt động ở các nước:

### Pakistan
Đại hội phim được tổ chức tại Pakistan với chủ đề "Nhân quyền qua phim ảnh" sẽ chiếu hơn 20 phim và phim tài liệu về vấn đề nhân quyền tại nhiều nơi khác nhau trên toàn quốc.

### Áo
Cuộc thi phim ngắn của thanh thiếu niên: Những người trẻ tuổi từ Áo, Hungary, Slovenia và Slovakia tham gia vào một cuộc thi phim ngắn làm nổi bật cách họ đứng lên vì nhân quyền của một ai đó.

### Anh Quốc
Vào lúc 11 giờ sáng Chủ Nhật ngày 11/12/2016, hơn 200 thanh niên Việt Nam trên khắp nước Anh đã đáp lời kêu gọi của cơ sở Việt Tân Anh Quốc và phong trào Con Đường Việt Nam đến biểu tình trước tiền đình Đại sứ quán Việt Nam tại London để đòi "Nhân quyền, Tự Do, Dân Chủ cho dân tộc Việt Nam".